# Разлучённые (мультфильм)
«Разлучённые» — советский музыкальный кукольный мультипликационный фильм по мотивам повести Юрия Олеши «Три Толстяка».
Реплик персонажей как таковых нет, только музыкальные темы. Имена героев, за исключением Суок и Тутти, также не упоминаются, хотя из персонажей явно присутствуют Толстяки, Туб, Август, Тибул, Просперо, Гаспар Арнери и тётушка Ганимед.
Мультфильм снят в достаточно мрачной гротескной манере и, возможно, рассчитан скорее на взрослого зрителя, имеющего определённый культурный багаж. Три Толстяка, гвардейцы, придворные, в отличие от книги Олеши, представлены скорее зловещими, чем сатирическими образами. В мультфильме можно заметить немало художественных аллюзий: так, пугающий эпизод с железными игрушками явно отсылает к картине «Ночной кошмар» И. Г. Фюсли (или, возможно, одноимённой картине Николая Абильгора), а также к некоторым персонажам полотен Босха и Питера Брейгеля-старшего.
В этой постановке акценты сюжета смещены: при сохранении исходной канвы внимание уделяется в основном разлучённым с раннего детства Суок и её брату Тутти.

## Сюжет
Три Толстяка приказывают гвардейцу похитить из хижины бедняка двух детей — Суок и Тутти. Тутти помещают во дворец, чтобы сделать наследником престола, а учёный Туб под давлением Толстяков делает похожую на Суок куклу, которая должна заменить мальчику сестру. После этого Толстяки отдают распоряжение сбросить девочку со скалы, но клоун Август и канатоходец Тибул убивают гвардейца и принимают Суок в свою труппу.
В то время, как Суок постигает азы циркового мастерства, Тутти под надзором похожего на скелет Камердинера томится в мрачном дворце Толстяков, окружённый пугающими живыми игрушками из железа. Единственным его утешением является чудесная кукла. Под влиянием мальчика игрушки становятся «добрее». Узнав, что «с принцем играют не в нашем духе», Толстяки угрожают уничтожить их.
Суок с цирковой труппой вновь оказывается в городе Толстяков. Во время представления циркачи открыто насмехаются над местной знатью. Когда стража пытается арестовать артистов, им на помощь приходит толпа. Во время беспорядков Тибулу удается скрыться в доме доктора Гаспара. Гвардейцы хватают одного из зачинщиков восстания — оружейника Просперо. Пуля, выпущенная одним из гвардейцев, разбивает окно дворца и попадает в куклу наследника.
Толстяки отдают Гаспару приказ немедленно починить куклу. Тибул и Гаспар решают воспользоваться случаем, и вместо куклы отправить во дворец настоящую Суок, чтобы она выкрала хранящийся у наследника ключ от темницы и освободила оружейника. План удаётся, но Суок хватают.
Толстяки распоряжаются «найти, раскрыть всех к делу причастных, схватить, усыпить и всех предать казни». Гвардейцы нападают на фургончик артистов и пытаются расправиться с Августом, но ему на помощь приходит Тибул. Одолев гвардейцев, артисты переодеваются в их доспехи и проникают во дворец как раз в тот момент, когда Камердинер тащит Суок на казнь. Освободив девочку, они подсовывают палачу куклу, которая разваливается на части в его руках.
В это время оружейник Просперо поднимает восстание. Вся знать, включая Толстяков, превращается в изуродованных животных или их скелеты, а железные игрушки наследника — в живых детей. Воссоединившиеся Суок и Тутти вместе уезжают на фургончике бродячих артистов.

## Создатели
- автор сценария и режиссёр — Николай Серебряков
- художник-постановщик — Алина Спешнева
- художник — Ирина Доброницкая
- операторы: Александр Виханский, Сергей Хлебников, Владимир Венедиктов
- композитор — Геннадий Гладков
- песни на стихи — Давида Самойлова
- поют: Михаил Боярский, Наталья Овчарова, Алиса Фрейндлих, Сергей Анашкин
- мультипликаторы: Наталия Дабижа, Лидия Маятникова, Ирина Собинова-Кассиль, Наталья Тимофеева
- звукооператор — Юрий Рабинович
- монтажёр — Галина Филатова
- редактор — Наталья Абрамова
- куклы и декорации изготовили: В. Птицын, М. Шмулевич, Олег Масаинов, Павел Гусев, Михаил Колтунов, Александр Ширчков, Александр Горбачёв, Семён Этлис
- директор картины — Глеб Ковров

## Награды
- 1981 — XIV Всесоюзный кинофестиваль в Вильнюсе — Первая премия по разделу мультфильмов присуждена м/ф «Разлучённые»[1]

## Издания
В 1990-е годы на аудиокассетах изданием «Twic Lyrec» была выпущена аудиосказка по одноимённому мультфильму с текстами Александра Пожарова и Евгения Кондратьева.
В 2020 году на виниле и CD был выпущен официальный саундтрек к мультфильму.

## Отличия от книги
Мультфильм серьёзно отличается от романа Юрия Олеши — как общим настроем и расстановкой акцентов, так и сюжетно.
- В романе часть гвардейцев переходит на сторону революции; в мультфильме гвардейцы представлены в виде безликих железных истуканов, слепо подчиняющихся любым приказам Толстяков.
- В мультфильме не показана участь Туба (однако, по словам «Мастер уходит» в песне можно предположить, что он умирает); также Толстяки не пытаются заставить его сделать наследнику железное сердце. Тем не менее, «Разлучённые» — единственная экранизация, в которой вообще присутствует этот персонаж.
- В книге труппой руководит дядюшка Бризак (причём в повести он вообще не появляется), а не Август.
- Отсутствуют такие персонажи, как Раздватрис, силач Лапитуп, голубоглазый гвардеец и продавец воздушных шаров.
- В мультфильме Суок должны были убить по приказу Толстяков; в романе гвардейцы сами отдали её бродячим артистам в обмен на говорящего попугая.
- В книге куклу Тутти ломают гвардейцы, перешедшие на сторону мятежников; в мультфильме же кукла погибла, так как в неё попала пуля, которую гвардеец хотел пустить в оружейника Просперо.
- В мультфильме Суок и Тутти имеют смутные воспоминания о своём детстве и, очевидно, знают о своём родстве. В романе Туб передаёт Суок дощечку с записями, откуда она и узнаёт обо всём. Однако, при демонстрации Тутти Суок под видом куклы, последняя поёт песенку, где есть слова «Не забудь своей сестрички имя нежное Суок».
- В мультфильме кукла изначально может разговаривать. В романе доктор Гаспар, выдавая Суок за куклу, сообщает, что не только починил куклу, но и сделал её говорящей.
- В мультфильме Тибул проникает к Гаспару, когда тот пытается починить куклу, и у него сразу же возникает план подменить её настоящей Суок. В романе Гаспар получает куклу уже после того, как помог Тибулу скрыться. Отчаявшись починить её, он отправляется во дворец, но теряет её по дороге и во время поисков набредает на фургон артистов, где и знакомится с Суок, после чего Тибулу приходит в голову замысел о подмене.
- В романе Тутти — добрый, но избалованный и капризный ребёнок; в мультфильме он тих и замкнут, что объясняется мрачными условиями, в которых он живёт.
- В романе Суок должны были казнить, бросив на съедение диким зверям, в мультфильме — обезглавить.
- В романе Толстяков арестовывают и сажают в клетку; в фильме они превращаются в три иссохшие рыбины, а потом и вовсе исчезают.
- В книге отсутствует линия с железными игрушками.

## О мультфильме
Наиболее заметный и запомнившийся фильм — «Разлучённые», фантазия по мотивам сказки Юрия Олеши «Три толстяка». Социальные мотивы по сравнению с книгой в ленте приглушены, добро и зло — более абстрактны. Главным становится противостояние живого и неживого, свободы и несвободы, при этом одни куклы выступают в роли живых персонажей, другие — в роли собственно кукол, третьи — толстяки и придворные — ближе всего к бездушным механизмам. И стоит сказать, что на «Разлучённых» работала замечательная команда, в том числе команда операторов. Использовались разнообразные способы съёмки, чаще применяющиеся в игровом кино, было разработано сложное освещение. И, конечно, огромная, неоценимая заслуга в том, что фильм получился таким, каким получился, принадлежит аниматорам Наталье Дабиже, Лидии Маятниковой, Ирине Собиновой-Кассиль, Наталье Тимофеевой. Некоторые жесты кукол остались в памяти зрителей на десятилетия.— Александра Василькова